# Vilhoveț, Bohuslav
Vilhoveț (în ucraineană Вільховець) este localitatea de reședință a comunei Vilhoveț din raionul Bohuslav, regiunea Kiev, Ucraina.

## Demografie
Componența lingvistică a localității Vilhoveț
     Ucraineană (98,7%)
     Rusă (1,3%)
Conform recensământului din 2001, majoritatea populației localității Vilhoveț era vorbitoare de ucraineană (98,7%), existând în minoritate și vorbitori de rusă (1,3%).

## Legături externe
- pl Olchowiec (5), w dokumentach Olchów albo Olechowiec în Dicționarul geografic al Regatului Poloniei și al altor țări slave, volum VII (Netrebka — Perepiat) 1886

- pl Olchowiec, powiat kaniowski în Dicționarul geografic al Regatului Poloniei și al altor țări slave, volum XV, p. 2 (Januszpol — Wola Justowska)1902